# Limoy
Limoy est un hameau belge de l'ancienne commune de Loyers, situé dans la commune de Namur dans la province de Namur en Région wallonne.

## Histoire
Au Moyen Âge, Limoy, dépendance de Loyers, faisait partie du comté de Namur ; le comte y possédait la taille, les droits de mortemain et de formoture, ost et chevauchée ainsi que toute la justice (1289). Toutefois, dans son fief qui dépendait du comté de Looz, le seigneur de Loyers possédait le ban à son moulin. Un record (copie d'un texte officiel ancien de 1375) précise que le moulin banal en question est celui de Villenval sur le Samson. La seigneurie hautaine de Loyers fut engagée en 1753 à Marie-Thérèse d'Harscamp.
Le hameau de Limoy (Limaing, Limaigne, 1233- vocable d'origine germanique), était aussi une seigneurie hautaine engagée en 1753 à Willem-Théodore de Kessel ; elle resta aux mains de ses enfants jusqu'à l'époque révolutionnaire. 

Il y avait aussi, à Limoy, un fief dit « de Modave » de 14 bonniers. On trouve d'abord, comme tenant de ce fief, Clarembaut d'Atrives, puis Waldor de Modave, puis Rigal de Mozet et sa descendance, parmi laquelle Ernoul de Limaing (1562), de qui hérite Godefroid d'Eve, prévôt de Poilvache, dont Samson était une tête de font, qui vendit le fief en 1503 à Jeanne Charlet, épouse de Gérard de Maillen. En 1685, Agnès de Maillen lègue ses biens de Limoy à Louis Gérard de Waha, chanoine de Saint-Martin à Liège, et le fief demeura aux Waha jusque vers le milieu du XVIIIe siècle.